# سید حسن مرتضوی شاهرودی
سید حسن مرتضوی شاهرودی (زاده ۳ اسفند ۱۳۱۱ در شاهرود)، مجتهد، فقیه، اصولی و استاد درس خارج حوزه علمیه خراسان می‌باشد.

## تحصیلات

### هجرت به مشهد
سید حسن مرتضوی در سن ۱۳ سالگی مقدمات را در شاهرود فرا گرفت. پس از دو سال و در سن ۱۵ سالگی به حوزه علمیه مشهد هجرت کرد و از محضر اساتیدی همچون میرزا احمد مدرس یزدی، هاشم قزوینی، محمدکاظم دامغانی، حسین شاهرودی و سید محمدهادی میلانی بهره برد.

### هجرت به نجف
مرتضوی در سال ۱۳۳۶ و در ۲۵ سالگی به نجف رفت و در دروس سید محمود شاهرودی، حسین حلی، سید ابوالقاسم خویی، سید روح‌الله خمینی شرکت کرد.

### بازگشت کوتاه به ایران و توقف یک ساله در قم
وی پس از چهار سال تحصیل پیاپی در نجف برای فراهم آوردن سفر خانواده به ایران آمد و در مسیر بازگشت دچار مشکل شد و توقف یک ساله در قم داشت و در این مدت در کلاس‌های درس خارج سید حسین بروجردی، سید روح‌الله خمینی و سید محمد محقق داماد شرکت کرد.
وی در سال ۱۳۴۱ مجدداً به نجف اشرف بازگشت.

### هجرت مجدد به نجف و اقامت بیست ساله
مرتضوی در مدت ۲۰ سالی که در نجف بود علاوه بر شرکت در درس‌های سید ابوالقاسم خویی و سید روح‌الله خمینی و دیگر علمای آن زمان، تدرس‌های خود را در حوزه علمیه نجف آغاز کرد و توانست شاگردان زیادی را به کلاس خود علاقه‌مند کند.

### بازگشت دائمی به ایران
همزمان با فشارهای زیاد رژیم بعث به رهبری صدام بر علمای شیعه، سرانجام سید حسن مرتضوی در سال ۱۳۵۸ به ایران بازگشت و کرسی درس‌های خود را به مشهد منتقل کرد.

## استادان
- سید ابوالقاسم خویی
- سید روح‌الله موسوی خمینی
- شیخ هاشم قزوینی
- شیخ محمدکاظم دامغانی
- سید محمدهادی میلانی
- شیخ حسین حلی
- سید حسین بروجردی
- سید محمد محقق داماد
- سید محسن حکیم
- سید محمود حسینی شاهرودی

## تدریس در حوزه نجف
سید حسن مرتضوی توانست یکی از شلوغ‌ترین و پر رونق‌ترین دروس سطح عالی را در مدرسه دارالحکمه نجف تشکیل دهد و با تدریس رسائل و مکاسب و کفایه، مجتهدان و فضلا و اساتید بزرگی در آن دوران حوزه نجف همچون سید احمد مددی ، سید محمد رضا سیستانی ، سید عارف حسینی (رهبر شیعیان پاکستان)، سید منذر حکیم ، علی مروجی قزوینی ، محمد باقر موحدی نجفی، محسن اراکی، سید علیرضا حیدری یزدی، مصطفی باقری بنابی، سید رضا برقعی، شیخ محمد حسن قرهی، سید محمد جواد رکنی، سید محمد علی مروج، سید احمد احسانی، حسین نجاتی، سید جواد شهرستانی، هاشمی گلپایگانی و.. را پرورش دهد.

## تدریس در حوزه خراسان
سید حسن مرتضوی در مدت بیش از چهار دهه حضور خود در حوزه علمیه مشهد یکی از شلوغ‌ترین و پر رونق‌ترین کرسی‌های درس خارج فقه را در حوزه مشهد دائر کرد و موفق شد صدها شاگرد فاضل و محقق تربیت کند. وی در این مدت درس خارج اصول و درس خارج فقه از کتاب‌های (حج، حدود، قضاء، دیات، قصاص، صوم، اعتکاف، اجتهاد و تقلید، خمس، اجاره، حجر، دین، مسائل مستحدثه و ربا) را تدریس نمود.

## حوزه علمیه خراسان
سید علی خامنه‌ای طی حکمی سید حسن مرتضوی را به عنوان نماینده خود در شورای عالی حوزه علمیه خراسان انتخاب کرد.